# 야슈오쓰카역
야슈오쓰카역(일본어: 野州大塚駅)은 일본 도치기현 도치기시에 있는 도부 철도 우쓰노미야 선의 역이다. 역 번호는 TN 32이다.

## 역 구조
상대식 승강장 2면 2선의 지상역이다. 역사는 도치기 방향 측에 있고, 도부 우쓰노미야 방향 측에 과선교에서 연결된다. PASMO 대응 간이 IC카드 개찰기의 설치역이다. 이전에는 자동 매표기가 설치되어 있었으나, 지금은 철거되었으며 표는 역무원으로부터 직접 구입해야 한다. 입장권은 경질권식의 것으로 판매되고 있다. 영업 시간은 9:30 ~ 12:00, 13:00 ~ 16:45이다. 시간 외에는 승하차 역증을 발권하고 도착역에서 정산한다(우쓰노미야 선 원맨 운전에 따름).

### 승강장
| 번호 | 노선          | 방향 | 행선                 |
| ---- | ------------- | ---- | -------------------- |
| 1    | 우쓰노미야 선 | 상행 | 도치기 방면          |
| 2    | 우쓰노미야 선 | 하행 | 도부 우쓰노미야 방면 |

## 역 주변
역 주변의 오쓰카초와 소샤 마을이 도치기 시 고 지구(옛 고 마을)의 중심부이다.
- 도치기 시 관공서 고 지소
- 도치기 현 남부 고등 간호 전문 학원
- 도치기 시립 고키타 초등학교
- 도치기 현 농업 시험장 도치기 분장
  - 도치기 현 농업 시험장 딸기 연구소
- 고 우체국

## 역사
- 1931년 11월 1일: 영업 개시.

## 인접역
| 도부 철도 우쓰노미야 선        | 도부 철도 우쓰노미야 선 | 도부 철도 우쓰노미야 선         |
| ------------------------------ | ----------------------- | ------------------------------- |
| TN 31 야슈히라카와 도치기 방면 |                         | 미부 TN 33 도부 우쓰노미야 방면 |